# Charf-Souani
Charf-Souani (arabiska: الشرف السواني) är ett arrondissement i staden Tanger i Marocko. Antalet invånare var 117 557 vid folkräkningen 2014.